# Ciento treinta y siete
El ciento treinta y siete (137) es un número natural que sigue al ciento treinta y seis y precede al ciento treinta y ocho.

## Propiedades matemáticas

El ángulo dorado, b ≈ 137,508°

- El 137 tiene varias características como número primo, siendo el 33.º número primo. 
  - Con el 139, comprende un número primo gemelo y además es un número primo de Chen.
  - Es un número primo de Eisenstein sin parte imaginaria y con una parte real que satisface a {\displaystyle 3n-1}.
  - Es el cuarto número primo de Stern.[1]
  - Es un número primo pitagórico: 112 + 42 (o 121 + 16).[2]
  - Es un número primo fuerte en el sentido que es más de la media aritmética significa de su dos primos vecinos.
  - Es un número primo de Pillai.
- Es un número estrictamente no palindrómico[3]y un número primitivo.[4]
- Utilizando dos radios para dividir un círculo de tal manera que la relación entre sus ángulos es el número áureo, se obtienen dos ángulos de aproximadamente 137º (el ángulo dorado) y 222º.
- Su recíproco, 1⁄137, equivale exactamente a 0,007 299 27, su valor de periodo es capicúa y tiene una longitud de periodo de tan solo 8.

## En ciencias físicas
- Desde principios de 1900s, varios físicos han postulado que este número podría estar en el fondo de una teoría de la gran unificación, relacionando teorías de electromagnetismo, mecánica cuántica y gravedad.[5][6]
- La constante de estructura fina, una constante física adimensional, es aproximadamente 1⁄137. El astrónomo Arthur Eddington conjeturó en 1929 que su recíproco era de hecho precisamente el número entero 137, el cual afirmaba podría ser "obtenido por deducción pura".[7]Esta conjetura no fue ampliamente aceptada y para 1940, los valores experimentales para la constante eran claramente inconsistentes con el número, siendo más cercanos a 137,036).[8]
- El físico Leon M. Lederman numeró su casa cerca de Fermilab en 137, basado en la importancia del número a aquellos en su profesión. Lederman expuso la importancia del número en su libro La partícula de Dios, resaltando que no solo era el recíproco de la constante de estructura fina, sino que también estaba relacionada con la probabilidad de que un electrón emita o absorba un fotón, esencialmente, la conjetura de Feynman. El número 137, según Lederman, "aparece por todas partes" significando que científicos en cualquier planeta en el universo utilizando cualesquiera unidades tengan para carga o velocidad, y cualquiera que su versión de la constante de Planck pueda ser, todos llegan a 137, porque es un número puro. Lederman Recordó que Richard Feynman hubo incluso sugerido que todos los físicos pusieran una señal en sus oficinas con el número 137 para recordarles simplemente todo lo que no saben.[9]
- En el modelo de Bohr, el último elemento químico posible es el del número atómico 137, sistemáticamente nombrado untriseptio, pues el electrón más interior del siguiente orbitaría a velocidad superiores a los de la luz. Dado que el modelo de Bohr no toma en cuenta ni la mecánica cuántica ni la relatividad especial, el hecho de que se venga abajo en estas condiciones no es inesperado. Aun así, para átomos tan grandes (si sus núcleos fuesen estables) podría esperarse que se comportaran de manera bastante diferente al realizar una extrapolación primitiva de las tendencias en la tabla periódica.
- Wolfgang Pauli, un pionero de la física cuántica, murió en una habitación de hospital con el número 137, una coincidencia que le perturbaba bastante.[10]
- El cesio-137 es un isótopo radioactivo del cesio formado por fisión nuclear.
- El 137 es el número de átomos en una molécula de clorofila, cuya fórmula química es C55H72MgN4O5.
- La constante de estructura fina de la física sigue convenciendo esotéricos de que el universo tiene una afinación numérica exacta:[11]por ejemplo la edad del universo podría ser considerada como aproximadamente 13,7 veces 1000 millones de años, aunque nuevas estimaciones acercan este valor a 13,8.[12][13][14]

## En el ejército
- El Boeing C-137 Stratoliner era una aeronave de transporte vip del Boeing 707 utilizado por la fuerza aérea de los Estados Unidos.
- RAF, escuadrón número 137.
- Escuadrón de Lucha 137 (VFA-137) es un escuadrón de combate de la Armada de los Estados Unidos F/Un-18E Super Hornest estacionado en Estación de Aire Naval de Lemoore, California.
- 137e régiment d'infanterie es un regimiento de infantería francés creado bajo el Primer Imperio, regido por Napoleón Bonaparte.
- 137.ª división de Infantería en Alemania fue una formación alemana importante en lucha entre 1940 y 1943 Wehrmacht.

## En música
- Cesium_137 es un grupo musical de synthpop Americano el cual toma su nombre del isótopo radioactivo.
- 137 es un álbum del 2001 de The Pineapple thief
- Rescate 137 es un álbum del 200 por el músico electrónico experimental Christian Vogel.
- La fuga para Quinteto de Cuerda en D mayor, Op. 137 fue compuesto por Beethoven en 1817.
- El Gibson ES-137 es una guitarra de cuerpo semi-hueco de Gibson.
- 137 es un álbum de 2009 por RickWhiteAlbum.
- Room 137 es una canción del álbum "Distance Over Time" de Dream Theater.

## En religión
- La palabra hebrea קבלה (kabbalah) tiene una gematría (valor numérico) de 137. En hebreo moderno, la raíz de kabbalah (ק-ב-ל) puede significar "recibiendo" o "paralelo". Kabbalah es generalmente usado para significar "la tradición recibida", la cual conlleva la continuidad de una tradición que ha sido pasada de generación a generación.[15]No obstante, el matiz más temprano es visto en los primeros aspectos de su raíz en la Torah (Éxodo 26:5 y 36:12), donde significa "paralelo" o "corresponder" más que "recibir". Es usada para describir los "bucles correspondientes" que, cuando amarrados juntos, juntan las dos secciones del techo del tabernáculo. Estos bucles estuvieron suspendidos directamente sobre el velo que dividía el Santuario y el Sanctasanctórum. Simbólicamente, esto es el umbral entre el mundo físico y el absolutamente espiritual. En otras palabras, en la frontera del mundo físico, el número 137 emerge. La sabiduría de Kabbalah es encontrar correspondencias entre los niveles de realidad mundanos y espirituales.[15]
- La Biblia dice que Ishmael, Levi[16] y Amram[17] todos vivieron para tener 137 años.[18] Las tres apariciones lo hacen la más común esperanza de vida de personas individuales en la Biblia.
- Según el verso en el Génesis (17:17) había una distancia de diez años entre Abraham y Sarah. Sarah murió a la edad de 127 (Génesis 23:1), por ello Abraham tenía 137 años a su muerte. Según el comentario de Rashi sobre el Génesis 23:2, Sarah murió cuándo oyó que Isaac casi había sido sacrificado, por ello Abraham tenía 137 años durante el sacrificio de Isaac.

## Otros
- 137: Jung, Pauli, and the Pursuit of a Scientific Obsession por Arthur I. Miller, describe la amistad de Carl Jung y Wolfgang Pauli y su búsqueda del significado de 137 en la ciencia, alquimia medieval, interpretación de los sueños, y el I Ching.
- 137 AH es un año en el calendario islámico que corresponde a 754-755 d. C.
- Soneto 137 por William Shakespeare.
- Rick Sánchez, un personaje de la serie televisiva animada Rick y Morty de Adult Swim, proviene de un universo denominado C-137.